# Adolf Welter
Adolf Welter (geb. 31. Oktober 1934 in Trier-Euren) ist ein deutscher Heimatforscher mit dem Schwerpunkt Trierer Geschichte.
Er wurde 2013 mit dem Ehrenbrief der Stadt Trier ausgezeichnet.
2020 überließ er seine gesammelten historischen Dokumente dem Stadtarchiv Trier.

## Werke (Auswahl)
- Bild-Chronik – Trier in der Besatzungszeit 1918–1930. Petermännchen Verlag der Trierer Münzfreunde e. V., 1992, ISBN 3923575114
- Bild-Chronik Trier in der Besatzungszeit 1918–1930. Ein Beitrag zur Geschichte des Trierer Landes, Trierer Münzfreunde, 1992, ISBN 3923575114
- Chronik Trier-Euren 1939–1948. Ein Beitrag zur Geschichte des Trierer Landes, Petermännchen Verlag der Trierer Münzfreunde e. V., 1987, ISBN 3923575076
- Das Vermächtnis der Eurener Heimatdichter. Welter, Adolf u. Maria, Petermännchen-Verlag der Trierer Münzfreunde e. V., 1999, ISBN 3923575181
- Der Flugplatz Trier-Euren. Vom Exerzierfeld zum Industriegebiet, Petermännchen-Verlag der Trierer Münzfreunde e. V., 2004, ISBN 3923575203
- Die Luftangriffe auf Trier 1939–1945. Petermännchen-Verlag der Trierer Münzfreunde e. V., 2005, ISBN 3923575130
- Die Luftangriffe auf Trier 1939–1945. Ein Beitrag zur Geschichte des Trierer Landes, Petermännchen-Verlag der Trierer Münzfreunde, 1996, ISBN 3923575130
- Die Luftangriffe auf Trier im Ersten Weltkrieg 1914–1918, Petermännchen-Verlag der Trierer Münzfreunde e. V., 2001, ISBN 392357519X
- Ehranger Heimat. Jugenderinnerungen an Ehrang. Petermännchen Verlag der Trierer Münzfreunde e. V., 1994, ISBN 3923575122
- Franz Idzior – Der unbekannte Trierer Fotograf, Trierer Münzfreunde, 2008, ISBN 9783923575275